# Ilke Cop
Ilke Cop (België, 1988) is een Brusselse kunstenaar. In het verleden was zij modeontwerper voor haar gelijknamige label ILKECOP.

## Carrière
Cop behaalde een bachelor in Kunstgeschiedenis aan de Universiteit Gent en een master Cultuurmanagement aan de Universiteit Antwerpen. Pas nadien volgde ze een creatieve opleiding. In 2014 studeerde ze af aan de Modeacademie in Sint-Niklaas. Haar afstudeercollectie ‘Gangs of NK’ werd door een externe jury onthaald als beste van haar jaar en geselecteerd voor het Belmodo evenement ‘Mode in Oostende’. Het bracht haar ook in de finale van de Prix d’excellence van Marie Claire.
Een jaar later startte ze een eigen modelabel waarmee ze the Future of Fashion Program won, een programma gesteund door Who’s Next en Not Just a Label. Fair trade, duurzaamheid en Brussel zijn aspecten die haar werk sterk beïnvloeden. Haar maatschappelijke betrokkenheid uit zich op verschillende manieren. Ze werkt samen met lokale borduursters voor de realisatie van haar collecties, ze nam een coachende rol op in het project TexUp  en ze is ambassadrice voor de opleiding Creatie en Mode van de Brusselse Kunsthumaniora.
In 2019 startte ze met schilderen. Haar schilderwerk focust op de positie van de vrouwelijke kunstenaars en op privilege, maar wordt ook beïnvloed door thema's zoals materialisme en het koloniale verleden van België. Haar maatschappelijke betrokkenheid en de actualiteit van de thema's die ze met haar werk analyseert en bekritiseert zorgden ervoor dat ze snel doorbrak. Ze werd geselecteerd voor een solotentoonstelling door KL8, nam deel aan verschillende groepstentoonstellingen waaronder het Kunstenfestival Watou.   
Ze werd ook opgemerkt door de gerenommeerde galerij Tatjana Pieters die haar werk anno 2022 actief promoot in de Verenigde Staten.
In 2024 won ze de Gaverprijs, een van de belangrijkste prijzen voor hedendaagse schilderkunst in België.

## Modecollecties
- 1819 - Pet Revolution
- AW1718 - Dear Freddy
- SS17 - She Atom
- AW1617 - Ideal Vice
- SS16 - Carnivorous Carnival
- AW1516 - Extinct

## Tentoonstellingen

### Solotentoonstellingen

###### 2024
- 'Hardcore / Softspore', Tatjana Pieters Gallery, Gent -  08.06.2024 - 28.08.2024[10]

2022:
- Vitrine - Indian Dribble, Brussel - 10.11 - 30.11.2022
- Folded: Whites - Barak Lili M - Pilar, Brussel - 15.09 - 02.10.2022[11]
- NADA - Pier 36, Manhattan, NYC - Kunstbeurs, solostand met Tatjana Pieters Gallery 05.05 - 08.05.2022[12]
- Prolific - Tatjana Pieters Gallery, Gent -  29.01 - 06.03.2022[13]

2021:
- State of things - K.L.8, Brussel - 19.05 - 24.05.21[14]

### Groepstentoonstellingen

###### 2024
- 9e Biënnale van de Schilderkunst - Museum van de Leiestreek, Deinze 30.06.2024 tot 01.09. 2024[15]
- Les Liaisons Désireuses, Kasteel d'Ursel, Hingene - 26.05-2024 - 13.10.2024
- Gaverprijs 2024, CC De Schakel, Waregem - 13.01. 2024 - 24.02.2024

2023:
- Biennale of Women in Art, Brussel 16.10.2023 - 29.10.2023[16]

- Luxembourg Art Week - Luxemburg, LU - duo booth met Felix Beaudry - 10 - 12.11.2023
- Kortrijk Art Weekend - Dejagere & Aerts Collection, Kortrijk - 27 - 29.10.2023
- Sint-Denijs-City - Sint Denijs - Biënnale , gecureerd door Jan Leysen - 18.08 - 24.09.2023
- Ballroom Project ed 5 - Antwerp Art Weekend - Antwerpen - 18.05 - 21.05.2023
- Search Party - Tatjana Pieters Gallery, Gent - gecureerd door Ben Edmunds - 04.02 - 19.03.2023

2022:
- Art For Christmas - T.I.PI., Gent - 16.12 - 18.12.2022
- NADA - Miami Beach, Miami, FL - Art Fair - 30.11 - 04.12.2022
- L'Atelier by Glenfiddich - Indian Dribble, Brussels - 01.12 - 11.12.2022
- Key Figures - Dialogues of the new figurative by Ilke Cop  - De Clercq Wijnen, Kortrijk - gecureerd door Ilke Cop - 27.09 - 18.10.2022
- Kunstenfestival Watou 2022, stad Poperinge - Kunstenfestival - 02.07 - 04.09.2022[17]
- Proche - Ancienne Belgique, Brussel - 01.07 - 02.07.2022[18]
- Borst - Hyster-X - De Studio, Antwerpen  - 06.04 - 14.04.2022[19]
- Wekonekt - Pilar x Mad, Brussel - Installatie - 28.03 - 20.04.2022
- Ruby & (more) friends  - Ruby Gallery, Brussel - 24.03 - 30.04.2022[20]
- Duo show met Abi Ola - The Platform - VCRB Gallery, Antwerpen -  27.01 - 06.03.2022

- Pretty Ugly - Shame Gallery, Brussel -  11.12.2021 - 02.02.2022[21]

2021:
- Ulterieur - Ntgrate, Avee Gallery, Kortrijk - 16.10 - 15.11.2021
- BRUOCSELLA - KL8, Brussel - 30.10 - 05.11.2021
- PASS 2021 - gecureerd door Jan Hoet jr. , Mullem - HUISE - Wannegem - LEDE - 14.08 - 03.10.2021
- It's a miracle we ever met! - Stichting IJsberg, Damme - 02.07 - 05.09.2021
- B ART Festival - De Markten, Brussel - 13.03.2021

2020:
- The Female Haze(d) - decoratelier, Brussel - 23.09.2020

### Publicatie
- Ilke Cop, Ilke Cop: ‘Ik hoop dat je je steentje hebt bijgedragen’. De Standaard (12 juli 2017). Gearchiveerd op 29 september 2022.

### Interviews
- Vandenberghe, Dirk, Ilke Cop - Een eigentijds universum dat reikt naar het verleden. Openbaar Kunstbezit Vlaanderen (20 oktober 2023). Geraadpleegd op 21 november 2023.
- Emilie Moors, "Brussels kunstenaar Ilke Cop: 'Ik vind voicemails ongelooflijk spannend.'", De Tijd, 4 juli 2022. Gearchiveerd op 25 september 2022.
- Kurt Snoekx, Uschi en Ilke Cop, zussen in liefde en strijd: ‘Wij versterken elkaar al ons hele leven’. Bruzz (20 april 2022). Gearchiveerd op 21 maart 2023.
- Ontwerpster Ilke Cop: 'Bij mij geen kledij in de vuilnisbak' (podcast). Bruzz (8 oktober 2019). Gearchiveerd op 28 januari 2023.
- Brusselse mode (1): Ilke Cop (Video). Bruzz (14 juni 2016). Gearchiveerd op 25 september 2022.
- Redactie, Ilke Cop over eerlijke mode: 'Ik ben idealistisch, iémand moet het zijn'. Knack Weekend (23 mei 2015). Gearchiveerd op 9 februari 2023.
- Ilke Cop: 'Ethisch en ecologisch verantwoorde mode is niet meer voor nichepubliek' (video). Bruzz (9 april 2015). Gearchiveerd op 28 september 2022.